# Chicago Bears 1934
La stagione 1934 dei Chicago Bears è stata la 14ª della franchigia nella National Football League. La squadra, bicampione in carica, terminò con un record di 13-0 al primo posto della  Western Division, diventando la prima franchigia della storia a concludere una stagione regolare senza pareggi o sconfitte. Si classificò così per la finale di campionato dove fu sconfitta dai New York Giants per 30-13 in una partita passata alla storia come Sneakers Game, non riuscendo a vincere il terzo titolo consecutivo. 

## Calendario
| Stagione regolare |                    |               |           |           |
| Data              | Avversario         | Stadio        | Risultato | Punteggio |
| 23 set.           | Green Bay Packers  | East Stadium  | V         | 24–10     |
| 30 set.           | Cincinnati Reds    | Crosley Field | V         | 45-3      |
| 7 ott.            | Brooklyn Dodgers   | Ebbets Field  | V         | 21–7      |
| 10 ott.           | Pittsburgh Pirates | Forbes Field  | V         | 28–0      |
| 14 ott.           | Chicago Cardinals  | Wrigley Field | V         | 20–0      |
| 21 ott.           | Cincinnati Reds    | Wrigley Field | V         | 41–7      |
| 28 ott.           | Green Bay Packers  | Wrigley Field | V         | 27–14     |
| 4 nov.            | New York Giants    | Wrigley Field | V         | 27–7      |
| 11 nov.           | Boston Redskins    | Fenway Park   | V         | 21–0      |
| 18 nov.           | New York Giants    | Polo Grounds  | V         | 10–9      |
| 25 nov.           | Chicago Cardinals  | Wrigley Field | V         | 17–14     |
| 29 nov.           | Detroit Lions      | Titan Stadium | V         | 19–16     |
| 2 dic.            | Detroit Lions      | Wrigley Field | V         | 10–7      |

### Finale
| Finale  |                 |              |           |           |
| Data    | Avversario      | Stadio       | Risultato | Punteggio |
| 17 dic. | New York Giants | Polo Grounds | S         | 13-30     |

## Classifiche
| NFL Western Division |    |   |   |       |     |     |     |     |
|                      | V  | S | P | %     | DIV | PF  | PS  | STR |
| Chicago Bears        | 13 | 0 | 0 | 1.000 | 8–0 | 286 | 86  | V13 |
| Detroit Lions        | 10 | 3 | 0 | .769  | 5–3 | 238 | 59  | S3  |
| Green Bay Packers    | 7  | 6 | 0 | .538  | 4–5 | 156 | 112 | V1  |
| Chicago Cardinals    | 5  | 6 | 0 | .455  | 4–5 | 80  | 84  | V1  |
| St. Louis Gunners    | 1  | 2 | 0 | .333  | 0–2 | 27  | 61  | S2  |
| Cincinnati Reds      | 0  | 8 | 0 | .000  | 0–6 | 10  | 243 | S8  |

Nota: I pareggi non venivano conteggiati ai fini della classifica fino al 1972.

## Futuri Hall of Famer
- Red Grange, back
- Bill Hewitt, end
- Walt Kiesling, guardia
- Link Lyman, tackle
- George Musso, tackle
- Bronko Nagurski, fullback